# 에릭 버고스트
에릭 버고스트(영어: Eric Bergoust, 1969년 8월 27일~)는 미국의 은퇴한 프리스타일 스키 선수로 주 종목은 에어리얼이다. 1998년 동계 올림픽에서 남자 에어리얼 부문 금메달을 획득했으며, 세계 선수권 대회에서 우승 1회, 준우승 1회를 차지했다.